# Comité révolutionnaire du Kuomintang
Le Comité révolutionnaire du Kuomintang (en chinois traditionnel : 中國國民黨革命委員會), est l'un des huit partis mineurs légalement reconnus qui existent sous la direction du Parti communiste chinois, de la République populaire de Chine.

## Histoire
Crée en 1948, pendant la guerre civile chinoise, par des socialistes du Kuomintang, notamment ceux qui étaient contre la politique de Chiang Kai-shek.
Le premier secrétaire général du parti était Li Jishen, un militant nationaliste qui était ennemi de Chiang Kai-shek. Le parti se revendique d'être l'héritage de Sun Yat-sen, avec plus de 158.000 adhérents en 2022.

## Président du comité central
- Zheng Jianbang

## Vice-présidents du comité central
- He Baoxiang (premier vice-président)
- Liu Jiaqiang
- Li Huidong
- Tian Hong Qi
- Wang Hong
- Feng Gong
- Wu Jing
- Ouyang Zehua
- Gu Zhenchun
- Chen Xingying

## Liste des présidents du parti

### Présidents du Comité central
- Li Jishen (李济深) (1948–1959)
- He Xiangning (何香凝) (1960-1972)
- Zhu Yunshan (朱蕴山) (1979-1981)
- Wang Kunlun (王昆仑) (1981-1985)
- Qu Wu (屈武) (1987-1988)
- Zhu Xuefan (朱学范) (1988–1992)
- Li Peiyao (李沛瑶) (1992–1996)
- Il Luli (何鲁丽) (1996–2007)
- Zhou Tienong (周铁农) (2007–2012
- Wan Exiang (万鄂湘) (2012–2022
- Zheng Jianbang (郑建邦) (depuis 2022)[2]

### Présidents d'honneurs du Comité central
- Song Qingling (宋庆龄) (1948-1949)
- Qu Wu (屈武) (1988–1992)
- Zhu Xuefan (朱学范) (1992–1996)
- Hou Jingru (侯镜如) (1992–1994)
- Sun Yueqi (孙越崎) (1992–1995)

### Présidents des comités provinciaux
- Han Youwen (韩有文), président de la branche du Xinjiang depuis 1998

## Score électoraux

### Élections à l'Assemblée populaire nationale
| Année     | Sièges obtenus |
| --------- | -------------- |
| 2017-2018 | 43 / 2970      |